# Pierre de Gaulle
Cet article traite du frère de Charles de Gaulle. Pour le petit-fils de Charles de Gaulle, voir l’article Pierre de Gaulle (né en 1963).
Pour les autres membres de la famille, voir famille de Gaulle.
Pierre Julien Joseph Marie de Gaulle, né le 22 mars 1897 à Paris (7e) et mort le 26 décembre 1959 à Neuilly-sur-Seine, est un résistant et homme politique français. Il est le frère du général de Gaulle qui le surnommait « le cadet de mes soucis ».

## Biographie

### Jeunesse et études
Fils cadet d’Henri de Gaulle, avocat, puis directeur d’un cours privé d’enseignement secondaire, et de Jeanne Maillot, il fait des études de droit et obtient une licence de droit. Il décroche le diplôme de l'École libre des sciences politiques (Sciences Po). 

### Parcours professionnel
Il entre dans la Banque de l'Union parisienne en 1921 dont il devient codirecteur de la branche lyonnaise puis directeur adjoint. 
Le 20 avril 1926, il épouse Madeleine Delepouve (1908-1974) dont il a cinq enfants : Chantal, Olivier, Véronique, René et Alain.
Il participe à la Première Guerre mondiale (sous-lieutenant dans l'artillerie), puis à la Seconde (commandant d'une batterie d'artillerie). Il participe à la Résistance avec « ceux de la Libération ». Arrêté le 16 mars 1943 lors d'un séjour auprès de sa famille à Neuilly, il est emprisonné durant le printemps et l'été et enfin déporté en tant que « personnalité-otage » par le transport du 31 août 1943 de Paris au château d'Eisenberg, en Bohême (actuellement en République tchèque), en même temps que le général René Altmayer, Michel Clemenceau et le colonel de La Rocque. Les Alliés le libèrent à la fin de la guerre, il rentre à Paris le 12 mai 1945 et reprend son activité dans la banque.
Son frère l'incite à participer à l'aventure du Rassemblement du peuple français (RPF). Il est élu au Conseil municipal de Paris en 1947 et préside l'assemblée municipale de la capitale jusqu'en 1951,. Il est membre du Conseil de la République de 1948 à 1951 puis siège comme RPF / URAS à l'Assemblée nationale de 1951 à 1956. Dans les deux assemblées, il préside le groupe parlementaire RPF puis URAS. Il se signale notamment par un appui aux lois proposées par André Marie et Charles Barangé en faveur de l'enseignement libre et il s'oppose à la CED.
En parallèle de son activité politique, il poursuit une carrière dans le privé, en participant à différents conseils d'administration de la Société générale de courtage d'assurances, la Société immobilière et financière africaine, Multiplex, etc. Il est également le directeur littéraire de Del Duca, éditeur entre autres des magazines Nous Deux et Intimité. Il ne se représente pas à la députation et Pierre Mendès France, président du Conseil, le nomme commissaire général de la section française à l’Exposition universelle de 1958.
Il meurt à 62 ans le 26 décembre 1959, quelques jours après avoir été frappé d'un malaise cardiaque lors d'une visite au Palais de l’Élysée. Son épouse est morte en janvier 1974.

### Vie privée
Il est le plus jeune frère du général de Gaulle (sept ans plus jeune que lui) et le seul à faire une carrière politique dans le sillage de son aîné.
Il épouse à Saint-Pierre-de-Manneville le 20 avril 1926, Madeleine Delepouve (1908-1974), rencontrée au mariage de Xavier de Gaulle alors qu’elle n’avait que 11 ans. Cinq enfants sont nés de leur union : Chantal, Olivier, Véronique, René et Alain. 
Son épouse Madeleine Delepouve est également résistante. 
Malgré ses nombreux voyages et sa carrière, il reste un frère fidèle et dévoué. Le 21 décembre 1959, il rend visite à l’Élysée à son aîné, qui lui a remis trois jours plus tôt les insignes de grand officier de la Légion d’honneur, lorsqu’il est pris d’un malaise. Le Général tentera de le réanimer, en vain. Transporté d’urgence à l’Hôpital américain, il y mourra cinq jours plus tard d’une rupture d’anévrisme à 62 ans. 
Il était commandeur de la Légion d'honneur et titulaire de la Croix de guerre (1914-1918 et 1939-1945).
Le Général fera une confidence sur son frère à Valéry Giscard d’Estaing, lorsque celui-ci le rencontra pour présenter ses condoléances : « Il a fait une carrière très brillante. Mais chaque fois qu’il réussissait quelque chose, les gens disaient : c’est parce qu’il est le frère du Général. Si bien que ma tristesse se double de la crainte de lui avoir fait du tort ».

### Vie militaire
En 1917, il veut rejoindre ses frères au front et sera incorporé au 82e régiment d’artillerie. Il est blessé mais sort lieutenant d’artillerie et il est décoré de la Croix de guerre. Il reçoit des félicitations de son frère Charles : « Cette citation 'jeune officier très brave' satisfait mon orgueil fraternel ».
Mobilisé en 1939 comme capitaine d’artillerie, il gagne la zone libre dès sa démobilisation et s’installe à Lyon. Il est engagé à la Banque de l'Union parisienne (BUP) comme secrétaire général et il a de fréquents contacts avec le ministère des Finances. Charles de Gaulle dissuade son frère de le rejoindre à Londres, rejet qui, selon la fille aînée de Pierre de Gaulle, aurait été très blessant pour son père. 
Même s’il est menacé à la suite de son adhésion au mouvement intitulé « Ceux de la Résistance », il se rend à Paris en mars 1943 pour voir sa femme et ses enfants. Il est arrêté par la Gestapo à Neuilly, jeté en prison, où il sera détenu plusieurs mois au Cherche-Midi, puis à Fresnes pour après être transféré au château d'Eisenberg, en Bohême (actuellement République tchèque) comme personnalité-otage. 
Pendant ce temps, sa femme passe la frontière espagnole à pied avec six enfants : leurs cinq enfants (dont leur aînée, Chantal est alors âgée de 11 ans) et Elisabeth Taurin, âgée de 13 ans qui avait été recueillie par la famille après que son père André Taurin, membre des mêmes réseaux de résistance a été fusillé le 1er juin 1942. 
Il est libéré par les troupes américaines en 1945 et rentre à Paris le 12 mai 1945. Il reprend quelque temps ses fonctions à la Banque de l’Union parisienne. 

### Vie professionnelle
Il entre en 1921 à la Banque de l'Union parisienne dont il sera, par la suite, directeur-adjoint puis codirecteur de la branche lyonnaise. Il est un intime d'Henri Lafond, président de la banque, assassiné par Jean de Brem en 1963.
Sa vie professionnelle est interrompue lors des deux guerres mondiales auxquelles il participera activement. Après le mariage d’Elizabeth, la fille de son frère, Pierre de Gaulle et son frère Charles prennent le train le 5 janvier 1946 pour le cap d’Antibes, où la villa « Sous le vent » leur est prêtée à Eden-Roc. Là, il sera consulté par son frère pour l’une des plus grandes décisions de la vie de Charles de Gaulle, son possible départ de la présidence du gouvernement provisoire.
Le 13 janvier 1946, tout le monde retourne à Paris, et après le dîner, Pierre de Gaulle reste seul avec son frère ainsi que son beau-frère pour un entretien. Durant cet entretien, le Général leur demande leur avis sur la « probabilité » de sa retraite. Pierre de Gaulle parle le premier en étant défavorable au départ de son frère. Pour lui, un départ serait mal compris pour une population qui lui est restée en majorité favorable. C’est aussi prendre un risque de s’incomber toute la responsabilité des difficultés. Pierre de Gaulle « estime que la Constituante devrait être mise en demeure de présenter dans un délai de deux mois une Constitution qui renforcerait l’autorité du pouvoir exécutif ». Pour lui, il faut procéder à de nouvelles élections et, en fonction des résultats, décider ou non départ. 
Il est l’un des organisateurs du RPF (Rassemblement du Peuple Français) auquel il adhère dès sa création. En septembre 1947, il est à Aix-les-Bains pour rameuter des électeurs au RPF comme de multiples compagnons de Charles de Gaulle dans différentes villes de France.
Il entre en 1947 au Conseil municipal de Paris (premier secteur) dont il sera élu président avec 51 voix contre le communiste Raymond Bossus, 25 voix, et le socialiste Gaston Gévaudan, 8 voix.
Le 7 novembre 1948, il devient sénateur de la Seine et préside l’intergroupe RPF du Conseil de la République, avant d’être député de l’Union Républicaine d’Action Sociale. Il démissionne de ce mandat à la suite de son élection comme député de la Seine (par 113 953 voix sur 433 262 suffrages exprimés en juin 1951). Il le sera de 1951 à 1956. Durant cette période, il sera membre de la Commission de la justice et de législation, de la Commission de la presse, de celle de l'intérieur et de celle des affaires étrangères. En 1955, il dépose une proposition de loi à caractère local : accorder aux sapeurs-pompiers de Paris des guerres 1914-1918 et 1939-1945 la carte du combattant. Il prend part à la discussion du projet de loi de finances pour 1953 et au débat sur la redevance radiophonique, ainsi que sur les dépenses des ministères.
Durant sa législature, il est aussi président du groupe RPF au Palais-Bourbon. C'est dans ce rôle déterminant qu'il vote pour les lois Marie et Barangé en faveur de l'enseignement privé (21 septembre 1951), contre la ratification du traité instituant la Communauté charbon-acier (13 décembre 1951) et s'abstient lors du vote de confiance à Antoine Pinay (6 mars 1952). De même, le 26 juin 1953, il s'abstient lors du vote de la confiance à Joseph Laniel. Il ne prend pas part au vote le 17 juin 1954 lors de l'investiture de Pierre Mendès France. Il vote la question préalable opposée par le général Adolphe Aumeran et Édouard Herriot au traité sur la Communauté européenne de défense, vote équivalent au rejet du traité (30 août 1954). Il est absent lors de l'investiture d'Edgar Faure et ne prend pas part au vote de son projet de réforme électorale (16 novembre).
En février 1955, il est nommé par Mendès-France, qui est alors président du Conseil, commissaire général de la section française de l’Exposition universelle internationale qui doit se tenir à Bruxelles en 1958.
À la fin de 1955, il abandonne donc la politique et retrouve le monde des affaires. Il entre bientôt au conseil d’administration de la Société générale de courtage d’assurances, de la Société immobilière et financière africaine, de la Société Multiplex, etc. Il assume les fonctions de directeur littéraire du groupe d’édition Del-Duca, éditeur notamment des magazines Nous deux et Intimité.

## Décorations et hommage
- Grand officier de la Légion d'honneur (23 décembre 1959)
- Croix de guerre 1914-1918
- Croix de guerre 1939-1945
- Croix des services militaires volontaires

Il y a un Square Pierre-de-Gaulle dans le 7e arrondissement de Paris